# جوردان غابرييل
جوردان جاي لورانس غابرييل (بالإنجليزية: Jordan Jay Lawrence-Gabriel)‏ (مواليد 25 سبتمبر 1998) هو لاعب كرة قدم إنجليزي محترف يلعب في بلاكبول كظهير أيمن. سبق له أن لعب في نوتينغهام فورست وسكونثورب يونايتد.